# Kriegerdenkmal Bölsdorf
Das Kriegerdenkmal Bölsdorf ist ein denkmalgeschütztes Kriegerdenkmal im Ortsteil Bölsdorf der Stadt Tangermünde in Sachsen-Anhalt. Im örtlichen Denkmalverzeichnis ist es unter der Erfassungsnummer 094 30595 als Kleindenkmal verzeichnet.

## Allgemeines
Das Kriegerdenkmal in Bölsdorf befindet sich an der Dorfstraße. Es handelt sich dabei um eine Stele auf einem Sockel aus Feldsteinen. Die Stele ist mit einem Eisernen Kreuz und einem Eichenkranz verziert. Ursprünglich wurde das Denkmal für die Gefallenen des Ersten Weltkriegs errichtet. Über die alte Gedenktafel mit den Namen der Gefallenen des Ersten Weltkriegs wurde nach der Wiedervereinigung eine Gedenktafel für die Gefallenen des Ersten und des Zweiten Weltkriegs angebracht.

## Inschrift
Zum Gedenken an unsere Gefallenen der Weltkriege 1914–1918 (es folgen die Namen) 1939–1945 (es folgen die Namen)